# Marmaroglypha sumatrana
Marmaroglypha sumatrana là một loài bọ cánh cứng trong họ Cerambycidae.